# Đảng phái chính trị
Một Đảng phái chính trị (chữ Nôm: 黨派政治), hay chính đảng (chữ Hán: 政黨) là một tổ chức chính trị xã hội của những người có chính kiến giống nhau hoặc những người có cùng quan điểm chính trị, và những người ứng cử cho các cuộc bầu cử, trong nỗ lực để họ được bầu và do đó thực hiện chương trình nghị sự của đảng.. Ở bên trong chính thể dân chủ đại nghị, chính đảng tranh đoạt nắm giữ chính quyền thông thường lấy hình thức tham gia bầu cử làm phương pháp và hành động nhằm đoạt lợi ích về phía mình, và lại có lúc kết thành liên minh chính trị, lúc ắt phải cần thì liên hợp nắm giữ chính quyền. Chính đảng có mục tiêu chính trị và ý thức cụ thể, có chủ trương của bản thân mỗi chính đảng nhắm vào vấn đề quốc gia và xã hội, chế định chính cương phô bày cảnh nguyện. Xã hội thừa nhận nó có sẵn quyền lực hợp pháp để mà tổ chức và mở rộng chủ trương của nó, nó cũng tích cực tiến hành can dự vào trong sinh hoạt chính trị, để cho lấy được hoặc che chở giữ gìn chính quyền, hoặc ảnh hưởng việc sử dụng thật thi quyền lực chính trị cho nên phát huy tác dụng của bản thân nó.
Mặc dù có một số điểm chung quốc tế trong cách các đảng chính trị được công nhận và trong cách họ hoạt động, thường có nhiều sự khác biệt, và một số khác biệt là đáng kể. Hầu hết các đảng chính trị có cốt lõi ý thức hệ, nhưng một số thì không, và nhiều đảng đại diện cho ý thức hệ rất khác với ý thức hệ của họ tại thời điểm đảng được thành lập. Nhiều quốc gia, như Đức và Ấn Độ, có một số đảng chính trị quan trọng và một số quốc gia có hệ thống độc đảng, như Trung Quốc và Cuba. Hoa Kỳ trên thực tế là một hệ thống hai đảng nhưng có nhiều đảng nhỏ hơn cũng tham gia.

## Phát triển mang tính lịch sử
Ý tưởng về việc mọi người thành lập các nhóm lớn hoặc phe phái để ủng hộ cho lợi ích chung của họ đã có từ thời cổ xưa. Plato đề cập đến các phe phái chính trị của Athens cổ điển ở Cộng hòa, và Aristotle thảo luận về xu hướng của các loại chính phủ khác nhau để tạo ra các phe phái trong Chính trị. Một số tranh chấp cổ xưa cũng là phe phái, giống như các cuộc bạo loạn Nika giữa hai phe đua xe ngựa tại Hippodrome of Constantinople. Tuy nhiên, các đảng chính trị hiện đại được coi là đã xuất hiện vào khoảng cuối thế kỷ 18 hoặc đầu thế kỷ 19, xuất hiện đầu tiên ở châu Âu và Hoa Kỳ. Điều khác biệt giữa các đảng chính trị với các phe phái và các nhóm lợi ích là các đảng chính trị sử dụng một nhãn rõ ràng để xác định các thành viên của họ có chung các mục tiêu bầu cử và lập pháp. Sự chuyển đổi từ phe phái lỏng lẻo thành các đảng chính trị hiện đại có tổ chức được coi là lần đầu tiên xảy ra ở Vương quốc Anh hoặc Hoa Kỳ, với Đảng Bảo thủ của Vương quốc Anh và Đảng Dân chủ Hoa Kỳ thường được gọi là "đảng chính trị liên tục lâu đời nhất thế giới" ".

### Sự xuất hiện Đảng ở Anh
Hệ thống đảng xuất hiện ở nước Anh thời kỳ đầu hiện đại được coi là một trong những thế giới đầu tiên, với nguồn gốc từ các phe phái xuất hiện từ Cuộc khủng hoảng loại trừ và Cách mạng Vinh quang cuối thế kỷ 17. Phe Whig ban đầu tự tổ chức xung quanh ủng hộ chế độ quân chủ lập hiến Tin lành trái ngược với sự cai trị tuyệt đối, trong khi phe Tory bảo thủ (ban đầu là phe Hoàng gia hoặc Cavalier của Nội chiến Anh) ủng hộ chế độ quân chủ mạnh mẽ. Hai nhóm này có cấu trúc tranh chấp trong chính trị của Vương quốc Anh trong suốt thế kỷ 18. Trong nhiều thế kỷ tiếp theo, các phe phái lỏng lẻo này bắt đầu áp dụng các khuynh hướng chính trị và hệ tư tưởng mạch lạc hơn: các tư tưởng chính trị tự do của John Locke và khái niệm về các quyền phổ quát được các nhà lý thuyết như Algernon Sidney và sau này là John Stuart Mill có ảnh hưởng lớn. trong khi các Tory cuối cùng đã được xác định với các nhà triết học bảo thủ như Edmund Burke.
Thời kỳ giữa sự ra đời của chủ nghĩa bè phái, xung quanh Cách mạng Vinh quang và sự gia nhập của George III năm 1760 được đặc trưng bởi quyền lực tối cao của Whig, trong đó Whigs vẫn là khối quyền lực nhất và luôn luôn bảo vệ chế độ quân chủ lập hiến với giới hạn nghiêm ngặt về quyền lực của quân chủ. sự gia nhập của một vị vua Công giáo, và tin vào việc mở rộng lòng khoan dung đối với những người theo đạo Tin lành và bất đồng chính kiến. Mặc dù phe Tory đã mất chức trong nửa thế kỷ, nhưng phần lớn họ vẫn là một phe đối lập thống nhất với Whigs.
Khi họ mất quyền lực, giới lãnh đạo Whig cũ đã giải thể thành một thập kỷ hỗn loạn phe phái với các phe Grenvillite, Bedfordite, Rockinghamite và Chathamite khác nhau liên tiếp nắm quyền, và tất cả đều tự coi mình là "Whigs". Các đảng chính trị đặc biệt đầu tiên xuất hiện từ sự hỗn loạn này. Bữa tiệc đầu tiên như vậy là Rockingham Whigs  dưới sự lãnh đạo của Charles Watson-Wentworth và sự hướng dẫn trí tuệ của nhà triết học chính trị Edmund Burke. Burke đã đưa ra một triết lý mô tả khuôn khổ cơ bản của đảng chính trị là "một cơ thể đàn ông đoàn kết để thúc đẩy bởi nỗ lực chung của họ vì lợi ích quốc gia, theo một số nguyên tắc cụ thể mà tất cả họ đều đồng ý". Trái ngược với sự bất ổn của các phe phái trước đây, vốn thường bị ràng buộc với một nhà lãnh đạo cụ thể và có thể tan rã nếu bị loại khỏi quyền lực, đảng này tập trung vào một tập hợp các nguyên tắc cốt lõi và không nắm quyền như một phe đối lập thống nhất với chính phủ.

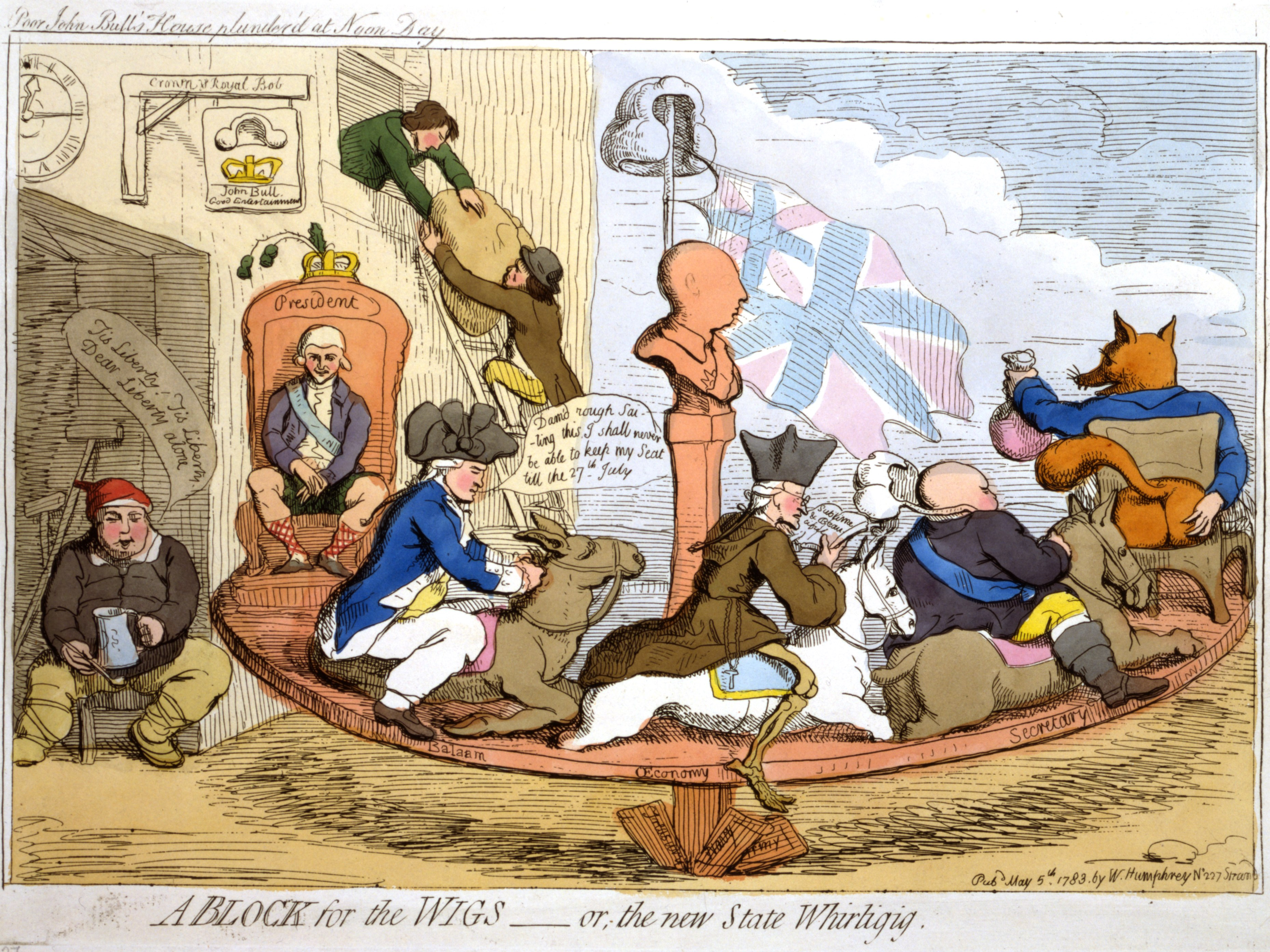
Trong A Block for the Wigs (1783), James Gillray đã châm biếm sự trở lại quyền lực của Fox trong liên minh với North. George III là đầu gỗ ở trung tâm.

Một liên minh bao gồm Whigs Rockingham, do Bá tước Shelburne lãnh đạo, nắm quyền vào năm 1782, chỉ sụp đổ sau cái chết của Rockingham. Chính phủ mới, do chính trị gia cấp tiến Charles James Fox lãnh đạo trong liên minh với Lord North, đã sớm bị hạ bệ và được thay thế bởi William Pitt the Younger vào năm 1783. Bây giờ, một hệ thống hai đảng chính hiệu bắt đầu xuất hiện, với việc Pitt lãnh đạo Tories mới chống lại một đảng "Whig" được tái lập do Fox lãnh đạo. Đảng Bảo thủ hiện đại đã được tạo ra từ những Học thuyết Pittite này. Năm 1859 dưới thời Lord Palmerston, Whigs, chịu ảnh hưởng nặng nề từ những ý tưởng tự do cổ điển của Adam Smith, đã tham gia cùng với những người theo phía Tory thương mại tự do của Robert Peel và các Xạ thủ độc lập để thành lập Đảng Tự do.

### Sự xuất hiện Đảng ở Hoa Kỳ
Mặc dù các nhà soạn thảo của Hiến pháp Hoa Kỳ năm 1787 đã không lường trước được rằng các tranh chấp chính trị của Mỹ sẽ được tổ chức chủ yếu xung quanh các đảng chính trị, những tranh cãi chính trị vào đầu những năm 1790 về phạm vi quyền lực của chính phủ liên bang đã chứng kiến sự xuất hiện của hai đảng chính trị: Đảng Liên bang và Đảng Cộng hòa Dân chủ, được Alexander Hamilton và Thomas Jefferson, lãnh đạo. Tuy nhiên, một sự đồng thuận đạt được về những vấn đề này đã chấm dứt chính trị đảng năm 1816 trong gần một thập kỷ, một giai đoạn thường được gọi là Kỷ nguyên của cảm giác tốt.
Sự chia rẽ của Đảng Cộng hòa Dân chủ sau cuộc bầu cử tổng thống năm 1824 gây tranh cãi đã dẫn đến sự tái xuất hiện của các đảng chính trị. Hai đảng lớn sẽ thống trị bối cảnh chính trị trong một phần tư thế kỷ tiếp theo: Đảng Dân chủ, do Andrew Jackson, và Đảng Whig, do Henry Clay thành lập từ Đảng Cộng hòa Quốc gia và từ các nhóm Anti-Jackson khác. Khi Đảng Whig tan rã vào giữa những năm 1850, vị trí là một đảng chính trị lớn của Hoa Kỳ đã được Đảng Cộng hòa lấp đầy.

### Lan rộng ra toàn cầu

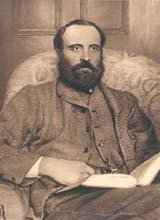
Charles Stewart Parnell, lãnh đạo Đảng Nghị viện Ireland

Một ứng cử viên khác cho hệ thống đảng hiện đại đầu tiên xuất hiện là Thụy Điển. Trong suốt nửa sau của thế kỷ 19, mô hình chính trị của đảng đã được thông qua trên khắp châu Âu. Tại Đức, Pháp, Áo và các nơi khác, các cuộc cách mạng năm 1848 đã làm dấy lên làn sóng tình cảm tự do và sự hình thành của các cơ quan đại diện và các đảng chính trị. Cuối thế kỷ chứng kiến sự hình thành của các đảng xã hội chủ nghĩa lớn ở châu Âu, một số phù hợp với triết lý của Karl Marx, một số khác thích nghi với nền dân chủ xã hội thông qua việc sử dụng các phương pháp cải cách và dần dần.
Đồng thời, Đảng Liên minh Nội quy, vận động cho Luật gia đình cho Ireland trong Quốc hội Anh, đã được thay đổi về cơ bản bởi nhà lãnh đạo chính trị Ailen Charles Stewart Parnell vào những năm 1880. Năm 1882, ông đổi tên thành đảng của ông để các đảng quốc hội Ái Nhĩ Lan và tạo ra một tổ chức tốt cơ sở cơ cấu, giới thiệu thành viên để thay thế quảng cáo hoc nhóm không chính thức. Ông đã tạo ra một quy trình tuyển chọn mới để đảm bảo lựa chọn chuyên nghiệp các ứng cử viên của đảng cam kết đảm nhận vị trí của họ, và vào năm 1884, ông đã áp đặt một "cam kết của đảng", buộc các nghị sĩ phải bỏ phiếu trong một quốc hội trong mọi trường hợp. Việc tạo ra một đảng roi da nghiêm ngặt và cơ cấu đảng chính thức là duy nhất vào thời điểm đó, trước đó chỉ có Đảng Dân chủ Xã hội Đức (1875), mặc dù sau đó đã bị Otto von Bismarck đàn áp từ năm 1878 đến 1890. Cơ cấu và kiểm soát hiệu quả của các bên này trái ngược với các quy tắc lỏng lẻo và tính không chính thức linh hoạt được tìm thấy trong các đảng chính của Anh, và đại diện cho sự phát triển của các hình thức tổ chức đảng mới, tạo thành một "mô hình" trong thế kỷ 20.